# Distretto di Balboa
Il distretto di Balboa è un distretto di Panama nella provincia di Panama con 2.721 abitanti al censimento 2010

## Geografia antropica

### Suddivisioni amministrative
Il distretto è suddiviso in sei comuni (corregimientos):
- San Miguel
- La Ensenada
- La Esmeralda
- La Guinea
- Pedro González
- Saboga